# Fruto do Espírito Santo
O Fruto do Espírito Santo é um conceito teológico cristão contido no Novo Testamento, na carta do Apóstolo Paulo aos Gálatas. A passagem descreve o "fruto" como o que se espera de resultado na vida de quem o Espírito Santo tem atuado — em contraste com as Obras da carne — na vida daquele que não tem o Espírito Santo e consequentemente não herdará o Reino de Deus.
| “ | «Ora, as obras da carne são manifestas, as quais são: a prostituição, a impureza, a lascívia, a idolatria, a feitiçaria, as inimizades, as contendas, os ciúmes, as iras, as facções, as dissensões, os partidos, as invejas, as bebedices, as orgias e coisas semelhantes a estas, contra as quais vos previno, como já antes vos preveni, que os que tais coisas praticam não herdarão o reino de Deus. Mas o fruto do Espírito é: o amor, o gozo, a paz, a longanimidade, a benignidade, a bondade, a fidelidade, a mansidão, o domínio próprio; contra estas coisas não há lei.» (Gálatas 5:19–23) | ” |